# Dan Weekes-Hannah
Dan Weekes-Hannah (* 22. August 1987) ist ein neuseeländischer Schauspieler.
Weekes hat bereits in diversen Filmen und Serien mitgespielt, darunter auch in der neuseeländischen Serie „The Tribe“. Daneben ist er noch Schüler im Internat „Lindisfarne College“ in Hastings. In „The Tribe“ kam er in der vierten Staffel dazu und verkörpert die Rolle des Ved. 2002 bekam er beim Festival Young Filmmaker's Showcase in Wellington einen Preis als bester Darsteller für seine Rolle in einem Kurzfilm.
Dan Weekes-Hannah spielte 2004 in den NZ-Shortfilms in zwei Kurzfilmen mit, in Quench und The forbidden fruit.